# Mönsteråsgymnasiet
Mönsteråsgymnasiet var en kommunal gymnasieskola i Mönsterås. Skolan stängdes efter vårterminen 2024 på grund av vikande elevantal.